# جشنواره سیب قبه
جشنواره سیب قبه (به ترکی آذربایجانی: Alma bayramı) جشنواره‌ای است که همه ساله هنگام درو سیب در ماه اکتبر در شهر قبه جمهوری آذربایجان برپا می‌گردد. 
این جشنواره برای اولین بار در سال ۲۰۱۲ تشکیل شد. این جشنواره نه تنها به سیب، بلکه به میوجات دیگر اختصاص یافته‌است حال آنکه فستیوال سیب نام دارد. 
در روزهای تعطیل، پارک فرهنگی و تفریحی به نام «حیدر علی‌اف» در شهر قبه، نمایشگاه‌هایی برگزار می‌شود که کشاورزان انواع مختلف سیب و محصولات مختلف خود را در آنجا به نمایش می گذارند.
این جشنواره اصولاً با حضور مقامات، نمایندگان مجلس، نمایندگان خارجی و غیره برگزار می‌گردد. 
در حاشیه جشنواره، ترکیب‌هایی همچون رقص ملی، انواع سیب مورد کشت در قبه، تنوع‌های شیرینی‌های سیبی و نوشیدنی‌ها که نشانگر عرف عام مردم آذربایجان می‌باشند، در معرض نمایش گذاشته می‌شوند.در این جشنواره غرفه‌هایی نیز برپا می‌شوند که روش آشپزی و آداب و رسوم اقلیت‌های مقیم در شهر قبه را جلوه می‌دهند.